# 2002 en animation asiatique
Voir aussi: 2002 au cinéma - 2002 à la télévision
2001 en animation asiatique - 2002 en animation asiatique - 2003 en animation asiatique

## Festivals et conventions
- 5 au 7 juillet : Japan Expo (4e impact)

## Principales diffusions en France

### Films
- 10 avril : Le Voyage de Chihiro
- 5 juin : Metropolis

## Principales diffusions au Japon

### Films
- 9 février : Turn A Gundam I : Chikyuu kou
- 10 février : Turn A Gundam II : Gekkou chou
- 20 avril : Détective Conan : Le Fantôme de Baker Street
- 13 juillet : Les Héros Pokémon
- 20 juillet : Le Royaume des chats

### OVA
- 20 juin : .hack//Liminality

### Séries télévisées
- 7 janvier : Beyblade: VForce
- 8 janvier : Fullmetal panic! (anime)
- 21 janvier : RahXephon
- 2 avril : Chobits
- 2 avril : Rizelmine
- 4 avril : .hack//SIGN
- 7 avril : Digimon Frontier
- 3 octobre : Naruto
- 5 octobre : Get Backers (série télévisée d'animation)
- 5 octobre : Mobile Suit Gundam SEED